# Wojciech Malak
Wojciech Malak (ur. 14 listopada 1977 w Bydgoszczy) – polski żużlowiec.
Licencję żużlową zdobył w 1994 roku. Sport żużlowy uprawiał do 1997 r., reprezentując klub Polonia Bydgoszcz. Dwukrotnie zdobył medale drużynowych mistrzostw Polski: złoty (1997) i brązowy (1996). W 1995 r. zdobył w Częstochowie tytuł mistrza Polski par klubowych.
Obecnie jest mechanikiem Tomasza Golloba.